# Volley Club Marcq-en-Barœul 2021-2022
Questa voce raccoglie le informazioni riguardanti il Volley Club Marcq-en-Barœul nelle competizioni ufficiali della stagione 2021-2022.

## Organigramma societario
Area direttiva
- Presidente: Vincent Joly

Area tecnica
- Allenatore: Thibaut Gosselin

## Rosa
| N° | Nome                  | Ruolo | Data di nascita   | Nazionalità sportiva |
| -- | --------------------- | ----- | ----------------- | -------------------- |
| 1  | Valerín Carabalí      | C     | 25 ottobre 2000   | Colombia             |
| 2  | Christelle Tchoudjang | O     | 7 luglio 1989     | Camerun              |
| 3  | Manon Moreels         | S     | 22 marzo 2001     | Francia              |
| 4  | Kristina Yordanska    | C     | 30 settembre 1988 | Bulgaria             |
| 5  | Vanessa Palacios      | L     | 3 luglio 1984     | Perù                 |
| 6  | Alessandra Guerra     | S     | 5 aprile 1981     | Brasile              |
| 7  | Aziliz Divoux         | P     | 3 gennaio 1995    | Belgio               |
| 8  | Dana Schmit           | P     | 20 luglio 1997    | Austria              |
| 10 | Maëva Orlé            | O     | 8 maggio 1991     | Francia              |
| 11 | Clarivett Yllescas    | C     | 11 agosto 1993    | Perù                 |
| 15 | Loane Motta Paes      | P     | 19 marzo 2000     | Francia              |
| 19 | Margarita Martínez    | S     | 19 maggio 1995    | Colombia             |